# Впечатление
Впечатление  (анг. impression) — это субъективный опыт, возникающий в результате взаимодействия человека с внешним миром. Оно представляет собой комплекс чувств, мыслей и эмоций, формируемых при восприятии информации, полученной через органы чувств или воображение.
Основные характеристики впечатления:
- Субъективность: Впечатление формируется индивидуально, основываясь на личном опыте, знаниях, ценностях и предпочтениях человека.
- Динамичность: Впечатления постоянно меняются в зависимости от контекста, настроения и других внутренних и внешних факторов.
- Многогранность: Впечатление может быть составлено из множества компонентов, включая эмоции, мысли, физические ощущения, ассоциации и воспоминания.
- Непостоянство: Впечатление может быть кратковременным или длительным, ярким или бледным, приятным или неприятным.

Виды впечатлений:
Впечатления могут быть классифицированы по разным признакам:
- По источнику:
  - Зрительные: возникают от восприятия изображений, цветов, формы и движения.
  - Слуховые: формируются при восприятии звуков, музыки, речи.
  - Осязательные: возникают от контакта с предметами и поверхностями.
  - Вкусовые: связаны с восприятием вкуса и аромата.
  - Обонятельные: возникают от восприятия запахов.
  - Кинестетические: связаны с ощущением движения собственного тела.
- По характеру:
  - Положительные: приятные, радостные, вдохновляющие.
  - Отрицательные: неприятные, грустные, страшные.
  - Нейтральные: без ярко выраженной эмоциональной окраски.
- По глубине:
  - Поверхностные: кратковременные, слабо запоминающиеся.
  - Глубокие: длительные, яркие, влияющие на поведение и отношение человека.

Влияние впечатлений:
Впечатления играют важную роль в жизни человека:
- Формирование личности: Впечатления влияют на развитие личности, формирование ценностей, привычек и характера.
- Принятие решений: Впечатления могут влиять на принятие решений, особенно в ситуациях, связанных с эмоциями и интуицией.
- Творчество: Впечатления являются источником вдохновения для творческих деятелей, художников, музыкантов и писателей.
- Общение: Впечатления помогают людям понимать друг друга, устанавливать контакт и строить отношения.

Изучение впечатлений:
Впечатления являются предметом изучения многих научных дисциплин, включая психологию, философию, нейробиологию и искусствоведение и т.д.
Заключение:
Впечатление – это сложное и многогранное явление, которое играет ключевую роль в жизни человека. Понимание природы впечатлений позволяет нам лучше понимать себя и окружающий мир.
1. ↑  Ручко С. В. Эскиз теории впечатлений // Экзистенциальная традиция: философия, психология, психотерапия : журнал. — Ростов-на-Дону, 2009. — Декабрь (№ 15). — С. 94—103. — ISSN = 1810-6560 ISSN = 1810-6560.